# Flavio Carraresi
Flavio Carraresi (Firenze, 8 aprile 1930 – 22 novembre 1992) è stato un batterista, compositore, paroliere, produttore discografico direttore artistico, editore e, occasionalmente, cantante italiano.

## Biografia

### I primi anni come batterista
Appassionato di musica jazz, inizia a suonare in alcune orchestre, per poi formarne una a suo nome insieme a Franco Motta al clarinetto, Beppe Termini al contrabbasso e Sandro Comensoli al vibrafono, con cui, nel 1950, si trasferisce a Milano, debuttando al Jazz Club cittadino: ha così l'occasione, negli anni seguenti, di suonare con nomi come Oscar Valdambrini, Gianni Basso e Stan Getz, partecipando anche ad alcune incisioni.
Con l'avvento del rock and roll si avvicina alla musica leggera, e nel 1957 entra nei Rock Boys, il complesso che accompagna Adriano Celentano, sostituendo Giancarlo Ratti. Fra i componenti, con al pianoforte un giovanissimo Enzo Jannacci, nasce un rapporto di amicizia, e il famoso locale Santa Tecla di Milano li vede spesso sul palco ad esibirsi. Questa esperienza durerà poco più di due anni, quando Carraresi decide di abbandonare il gruppo (decisione che spinge Celentano a formarne uno nuovo, I Ribelli).

### Cantante e compositore
Carraresi decide di dedicarsi all'attività di cantante: firma un contratto con l'RCA Italiana, pubblicando qualche 45 giri con scarso successo, tra cui Un delitto perfetto d amore con l'arrangiamento di Ennio Morricone, firmato da Gino Paoli, che poi rifarà il brano in un 45 giri.
Va invece molto meglio l'attività di compositore: nel 1961 compone con Sergio Endrigo La brava gente, mentre nel 1963, La nostra casa (con testo di Sergio Bardotti) piace a Gino Paoli, che la incide come lato B di Sapore di sale, brano che lo stesso Carraresi, in quegli anni produttore di Paoli, contribuisce a realizzare negli studi della RCA. Il disco vende molte copie grazie alla facciata A, ma attira l'attenzione anche la canzone scritta da Carraresi, che quasi contemporaneamente viene registrata anche da Riccardo Del Turco.
Nel 1965 partecipa con Quello sbagliato, interpretata da Bobby Solo e con il testo di Alberto Testa, a Un disco per l'estate. Dalla collaborazione con Alberto Testa nasceranno Ai miei vent'anni, Amore muove le montagne, Aquel error, Attends moi, Bestia nera, Bitte vergiss mich.
Con Dedicato all'amore, scritta insieme a Daniele Pace (nuovamente con le parole di Testa), e interpretata da Peppino Di Capri e Dionne Warwick, partecipa al Festival di Sanremo 1967.
Nello stesso anno scrive con Alberto Testa Dimmelo parlami, per Fabrizio Ferretti; il brano viene richiesto in Inghilterra, dove la grande Cilla Black ne incide una cover in inglese che balza ai primi posti su Billboard. Nel 2004 la cantante Agnetha Fältskog (componente degli ABBA) ne fece una versione dal titolo Fool Am I. Un altro successo per Carraresi e Testa, con il brano che entra in classifica ancora in tutto il mondo.
Un'altra sua canzone di successo è nel 1969 Viso d'angelo, composta insieme ad Elio Isola ed incisa dai Camaleonti.

### Discografico e produttore
Nel 1970 intraprende l'attività di discografico, e fonda insieme all'amico Alberto Testa l'etichetta Disco TEC, distribuita dalla Dischi Ricordi, che ebbe per la grande concorrenza discografica non una facile strada,tanto è che la disco tec(Testa e Carraresi)ebbe un discreto successo,con artisti come Dori Ghezzi,Vanoni,Paoli,e due giovani,durerà 8anni,in galleria del corso 4,Milano,  ; il nome deriva dall'assonanza con la parola francese “discothèque”, e le tre lettere TEC, scritte in maiuscolo, sono le iniziali congiunte dei cognomi dei due fondatori (Testa E Carraresi).
In seguito Carraresi svolgerà l'attività di produttore discografico, lavorando prevalentemente con la RCA Italiana, e anche di editore con "Cobra edizioni musicali" e "Santa Chiara edizioni musicali"; seguirà tra gli altri Marisa Interligi e i Romans.

### Le sigle dei cartoni animati
Negli anni ottanta si dedica anche alla realizzazione di sigle per cartoni animati giapponesi (filone inedito nella discografia italiana, e all'epoca molto fortunato), pubblicate per la RCA Italiana; tra le più note, Megaloman (1981) e Il Mago Pancione Etcì, del 1983, dalle rispettive serie omonime. All'inizio degli anni '80 arriva il successo di I-Zenborg, altro cartone giapponese a cui parteciperà come autore del testo il figlio Fabrizio, che poi si distinguerà come autore con nomi del calibro di Migliacci e Avogadro.

## Canzoni scritte da Flavio Carraresi
| Anno | Titolo (Titolo originale)  | Autori del testo                   | Autori della musica                                   | Interpreti                        |
| ---- | -------------------------- | ---------------------------------- | ----------------------------------------------------- | --------------------------------- |
| 1960 | Un delitto perfetto d'amor | Franco Migliacci                   | Flavio Carraresi                                      | Maria Monti                       |
| 1962 | La mia periferia           | Giorgio Calabrese                  | Flavio Carraresi                                      | Flavio Carraresi                  |
| 1962 | La brava gente             | Sergio Endrigo                     | Flavio Carraresi                                      | Flavio Carraresi                  |
| 1963 | La brava gente             | Sergio Endrigo                     | Flavio Carraresi                                      | Sergio Endrigo                    |
| 1963 | La nostra casa             | Sergio Bardotti                    | Flavio Carraresi                                      | Gino Paoli                        |
| 1963 | un giorno di mare          | Carlo Rossi                        | Flavio Carraresi                                      | Donatella Moretti                 |
|      | Commefestival di Napoli    | Enzo Bonagura e Alberto Testa      | Flavio Carraresi                                      | Margherita e Giordano Colombo     |
| 1964 | Dove sei Marì              | Mogol = Giulio Rapetti             | Flavio Carraresi                                      | Ennio Morricone                   |
| 1965 | Quello sbagliato           | Alberto Testa                      | Flavio Carraresi                                      | Bobby Solo                        |
| 1966 | L'uomo e la donna          | Luciano Beretta e Dunnio           | Sholom Secunda                                        | Jonathan e Michelle               |
| 1966 | Tu cammini                 | Alberto Testa                      | Flavio Carraresi                                      | Mat 65                            |
| 1967 | Dedicato all'amore         | Alberto Testa                      | Flavio Carraresi e Daniele Pace                       | Peppino Di Capri e Dionne Warwick |
| 1967 | Gli occhiali da sole       | Luciano Beretta                    | Flavio Carraresi                                      | Jonathan e Michelle               |
| 1967 | Ai margini del mondo       | Ombretta Lalli                     | Flavio Carraresi                                      | Jonathan e Michelle               |
| 1967 | Fammi vedere               | Luciano Beretta e Flavio Carraresi | Phil Ochs                                             | Jonathan e Michelle               |
| 1967 | La bestia nera             | Alberto Testa                      | Flavio Carraresi                                      | Mat 65                            |
| 1967 | Io suono                   | Alberto Testa                      | Flavio Carraresi                                      | Mat 65                            |
| 1969 | Viso d'angelo              | Daniele Pace e Mario Panzeri       | Flavio Carraresi ed Elio Isola                        | Camaleonti                        |
| 1977 | Amico Elvis                | Franco Migliacci e Mike Fraser     | Flavio Carraresi                                      | Michele                           |
| 1981 | I-Zenborg                  | Carlo Rossi                        | Flavio Carraresi e Angelo Rotunno                     | Megalosingers                     |
| 1981 | Megaloman                  | Carlo Rossi                        | Flavio Carraresi e Fabrizio Carraresi, Angelo Rotunno | Megalosingers                     |
| 1982 | Occhio di serpente         | Carlo Nistri                       | Flavio Carraresi Fabrizio Carraresi                   | Marisa Interligi                  |
| 1983 | Agua viva                  | Fabrizio Carraresi                 | Flavio Carraresi e Adelmo Musso                       | Marisa Interligi                  |

## Discografia

### Singoli
- 1962: La brava gente/Un delitto perfetto d'amore (RCA Victor, PM45 3071)
- 1963: L'ultimo pensiero/La mia periferia (RCA Victor)